# فاني سميث واشنطن
فاني سميث واشنطن (بالإنجليزية: Fannie Smith Washington) هي مُدرسة أمريكية، ولدت في 1858 في فيرجينيا الغربية في الولايات المتحدة، وتوفيت في 4 مايو 1884.